# Operação Que País é esse
A Operação "Que País é esse?" foi o nome dado pela Polícia Federal do Brasil à 10.ª fase da Operação Lava Jato, deflagrada em 16 de março de 2015. A operação contou com a participação de 40 policiais federais que cumpriram 18 mandados judiciais, no Rio de Janeiro e em São Paulo.
O nome da operação faz referência a uma frase dita pelo ex-diretor de serviços da Petrobras Renato Duque ao ser preso em novembro de 2014 pela PF, após seu nome estar envolvido e ser investigado pela força-tarefa da Lava Jato, por participar do esquema de desvios de recursos da Petrobras.

## Investigação
A operação investigou Renato Duque; o empresário paulista Adir Assad, investigado na CPMI do Cachoeira; e Lucélio Góes, filho de Mário Góes, apontado como um dos operadores. Renato Duque tentava ocultar patrimônio não declarado mantido na Suíça.
Para os investigadores, Duque é o elo do PT com o esquema de desvio da estatal.

## Prisão preventiva
O ex-diretor da Petrobras, Renato Duque, foi preso em casa no Rio de Janeiro, Adir Assad foi preso em São Paulo. Os presos foram levados para Curitiba. Duque já havia sido preso anteriormente na operação, mas havia sido solto por um habeas corpus aceito pelo ministro do Supremo Tribunal Federal, Teori Zavascki.

## Prisão temporária
Os mandados de prisão temporária foram contra Sônia Marisa Branco e Dario Teixeira Alves, que foram levados para Superintendência da PF, em Curitiba.